# La Cistérniga
La Cistérniga es un municipio y localidad española de la provincia de Valladolid, en la comunidad autónoma de Castilla y León. En el censo del INE de 2022 tenía 9129 habitantes. Actualmente se encuentra englobado dentro del área metropolitana de Valladolid, debido a su escasa distancia con la capital vallisoletana. Su historia y demografía no podría explicarse sin la vecina ciudad de Valladolid, de la que separan escasos 5 kilómetros, ya que hasta 1851 La Cistérniga perteneció a la ciudad al ser considerada un arrabal.

## Toponimia
La Cistérniga, La Cestérniga, La Cestiérniga, Aldea y Arrabal de Valladolid, de todas estas maneras se ha denominado a esta población, según se señala en los diversos documentos escritos desde la Edad Media.
Lo más probable es que el nombre actual de La Cistérniga derive de “Cisterna”, depósito, generalmente subterráneo, donde se recoge agua. Aljibe. Ya que por su marco geográfico y sus características morfológicas de este estarían en consonancia con el significado de “Cisterna”. La parte más baja (sur) del pueblo y llana recoge las aguas que vierten las planicies de los páramos, cerros y laderas de éstos situados al este absorbiendo parte de las aguas. En el pasado fue una zona de mucha humedad.

## Geografía
Integrado en la comarca de Tierra de Pinares, se sitúa a 7 kilómetros del centro de Valladolid. El término municipal está atravesado por la autovía A-11 y por la antigua N-122, además de por la autovía A-601 (Segovia-Valladolid). El relieve del municipio es predominantemente llano, sobre todo al sur, por donde discurre el río Duero. Por el norte aparecen algunos collados y páramos. La altitud oscila entre los 847 metros al norte, en un páramo, y los 695 metros al sur, a orillas del Duero. El pueblo se alza a 737 metros sobre el nivel del mar. 
| Noroeste: Valladolid               | Norte: Valladolid             | Noreste: Renedo de Esgueva |
| Oeste: Laguna de Duero             |                               | Este: Tudela de Duero      |
| Suroeste Tudela de Duero (exclave) | Sur: Aldeamayor de San Martín | Sureste: Tudela de Duero   |

### Área metropolitana de Valladolid
La Cistérniga se engloba dentro de lo que se llama área metropolitana de Valladolid, conocida informalmente como el Alfoz o El Gran Valladolid. Esta denominación, como tal, aún no está constituida ni administrativa ni legalmente, sin embargo se han presentado propuestas de algunos partidos políticos para crearla.
A pesar de aún no estar constituida, la Junta de Castilla y León aprobó unas Directrices de Ordenación del Territorio de Valladolid y su Entorno (DOTVAENT), este documento fue realizado por el instituto urbanístico de la Universidad de Valladolid. La población de este conjunto de municipios a los que pertenece la localidad de La Cistérniga, sería según los datos procedentes del Instituto Nacional de Estadística (2010) de 416.534 habitantes.
La delimitación de esta área metropolitana va siendo asumida por los distintos municipios incluidos, como, por ejemplo, por el consistorio vallisoletano, en su documento Valladolid hacia el 2016.
El 23 de junio de 2011 tras las elecciones, se creó la Asociación de Municipios Valladolid Abierto cuyo cometido inicial es "coordinar esfuerzos y aprovechar recursos para lograr el desarrollo de una población de más de 450.000 personas", construir un verdadero área metropolitana y crear comisiones donde se abordarán varios asuntos; transporte, tratamiento de basuras, depuración y abastecimiento de aguas, taxis o sobre la policía local. Así, se plantea la posibilidad de utilizar «mancomunadamente» los cuerpos municipales de seguridad. Los municipios que conforman, de momento, la asociación. Son Valladolid, Arroyo, Boecillo, Cabezón, Cigales, La Cistérniga, Fuensaldaña, Laguna, Renedo, Santovenia, Simancas, Tudela, Viana, Villanubla, Villanueva de Duero y Zaratán.

### Clima
El clima de La Cistérniga es mediterráneo, como la mayor parte de la península, pero eso sí, tiene rasgos continentales ya que la oscilación térmica de invierno a verano es muy acusada. Los inviernos son largos con temperaturas bajas, son muy habituales las heladas, y menos frecuentes las nevadas siendo enero el mes más frío con una media de 2 °C, y los veranos son calurosos pero cortos, con temperaturas que pueden a superar los 35 °C en días puntuales.
Las lluvias se concentran en los meses de marzo a mayo y de septiembre a noviembre.
| Parámetros climáticos promedio de La Cistérniga | Parámetros climáticos promedio de La Cistérniga | Parámetros climáticos promedio de La Cistérniga | Parámetros climáticos promedio de La Cistérniga | Parámetros climáticos promedio de La Cistérniga | Parámetros climáticos promedio de La Cistérniga | Parámetros climáticos promedio de La Cistérniga | Parámetros climáticos promedio de La Cistérniga | Parámetros climáticos promedio de La Cistérniga | Parámetros climáticos promedio de La Cistérniga | Parámetros climáticos promedio de La Cistérniga | Parámetros climáticos promedio de La Cistérniga | Parámetros climáticos promedio de La Cistérniga | Parámetros climáticos promedio de La Cistérniga |
| Mes                                             | Ene.                                            | Feb.                                            | Mar.                                            | Abr.                                            | May.                                            | Jun.                                            | Jul.                                            | Ago.                                            | Sep.                                            | Oct.                                            | Nov.                                            | Dic.                                            | Anual                                           |
| ----------------------------------------------- | ----------------------------------------------- | ----------------------------------------------- | ----------------------------------------------- | ----------------------------------------------- | ----------------------------------------------- | ----------------------------------------------- | ----------------------------------------------- | ----------------------------------------------- | ----------------------------------------------- | ----------------------------------------------- | ----------------------------------------------- | ----------------------------------------------- | ----------------------------------------------- |
| Temp. máx. media (°C)                           | 8.3                                             | 11.4                                            | 15.0                                            | 16.3                                            | 20.5                                            | 25.9                                            | 30.4                                            | 29.8                                            | 25.7                                            | 18.8                                            | 12.6                                            | 8.8                                             | 18.6                                            |
| Temp. mín. media (°C)                           | 0.0                                             | 0.9                                             | 2.3                                             | 4.0                                             | 7.2                                             | 10.7                                            | 13.3                                            | 13.6                                            | 10.9                                            | 6.9                                             | 2.9                                             | 1.3                                             | 6.2                                             |
| Precipitación total (mm)                        | 40                                              | 32                                              | 23                                              | 44                                              | 47                                              | 33                                              | 16                                              | 18                                              | 31                                              | 42                                              | 51                                              | 56                                              | 435                                             |
| Fuente: Agencia Estatal de Meterología (AEMet)  |                                                 |                                                 |                                                 |                                                 |                                                 |                                                 |                                                 |                                                 |                                                 |                                                 |                                                 |                                                 |                                                 |

El pueblo se encuentra comunicado mediante la autovía   A-11  (autovía del Duero), la cual cruza todo el municipio de este a oeste. Asimismo se encuentra muy cerca de la nueva autovía de circunvalación   VA-30 .

## Historia

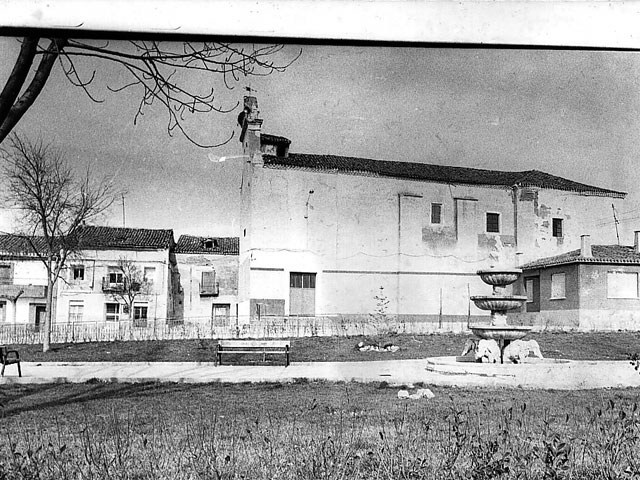
Fuente con base de elefantes e Iglesia al fondo, primera mitad.

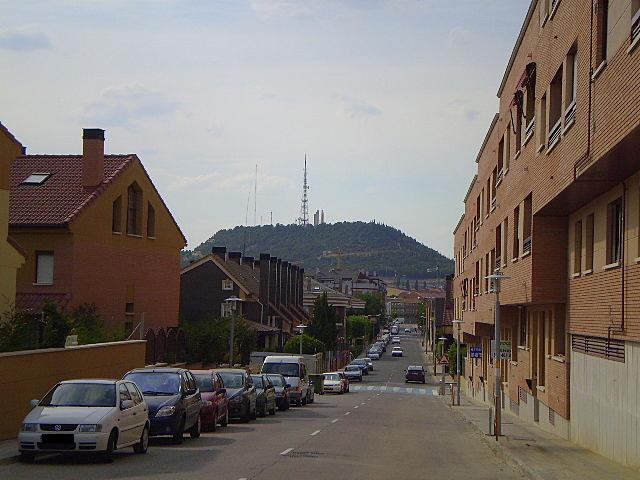
Calle Cañada Real de Soria.

### Acontecimientos históricos
Los restos más antiguos localizados en el municipio fueron encontrados en el cerro de La Calderona y pertenecen a la Edad de Cobre e inicios de la de Bronce, actualmente se encuentran en el Museo provincial.
Las tierras del municipio se encontraron sometidas por los vacceos desde el siglo IV a. C. hasta el 220 a. C., fecha de conquista de las ciudades vacceas por Aníbal.
La Cistérniga en un principio surgió a ambos lados de un tramo la Cañada Real de Soria, la cual formó parte de un espacio de la antigua Calzada romana de Valladolid a Tudela de Duero, así como del Camino de Ruedas de San Ildefonso, que unía San Ildefonso (Segovia) con Valladolid.
La Cistérniga alberga en su municipio un tramo del Canal del Duero, muy vinculado a la localidad, ya que hasta allí se acercaban los habitantes para recoger agua y lavar sus ropas. Hace tiempo por medio de la plaza mayor pasaba un arroyo afluente del Esgueva, donde los habitantes de esta villa lavaban las ropas.
Duranto el verano de 1454, el 18 de julio, los vecinos de la localidad asisten incrédulos al paso de Álvaro de Luna por la calle Mayor, camino de la muerte. Don Álvaro de Luna era conducido desde el Castillo de Portillo a Valladolid para morir decapitado el 20 de julio en la plaza Mayor. Juan II, padre de Isabel la Católica , firmó su sentencia de muerte por traición a la corona, aunque en realidad, el trágico final fue auspiciado por la esposa del rey, Isabel de Portugal, temerosa del inmenso poder sobre su marido.
El Rey Felipe II el 9 de enero de 1596, concedió a Valladolid el título de "Ciudad"; a partir de ese momento a La Cistérniga se le denomina "Arrabal de la ciudad de Valladolid"
Ya en el siglo XVII, el 5 de marzo de 1601, Rodrigo Calderón, marqués de Sieteiglesias, secretario del Duque de Lerma y secretario de cámara de Felipe III, se casa con doña Inés de Vargas en la antigua iglesia de San Ildefonso en La Cistérniga, produciéndose un gran revuelo, ya que la prometida negó dos veces el querer casarse con Don Rodrigo Calderón en el altar.
Cuenta con la iglesia de San Ildefonso, rehabilitada en 2010, que data de 1603, de estilo clásico castellano con una sola nave cubierta de bóveda de cañón con lunetos y arcos fajones. En su interior alberga los altares del Cristo de las Batallas y del Cristo del Altar Mayor del siglo XVI y XVII respectivamente. Por su ubicación, La Cistérniga fue durante muchos siglos portazgo de Castilla, donde se abonaban los derechos de rodada, y por lo que era casi obligada una parada donde reponer fuerzas para continuar el camino.

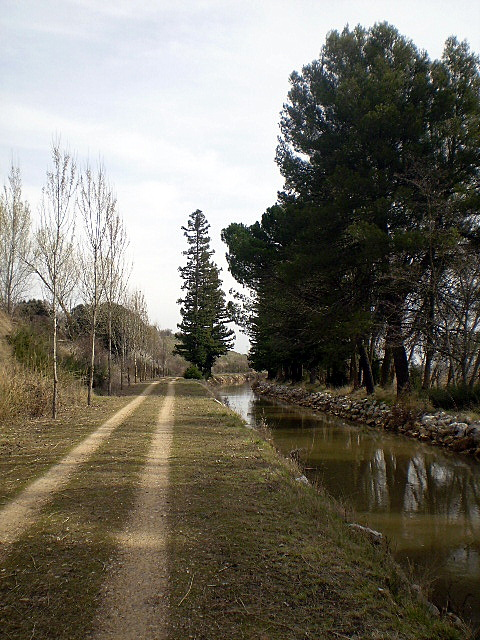
Canal del Duero a su paso por La Cistérniga.

La explotación de viñedos era considerable, al menos desde 1600 hasta principios del 1900, dato que se refleja en las reseñas de arrendamientos y ventas de viñedos en La Cistérniga que aparecen en el Archivo de Valladolid. En 1788 empezó a destacar por la producción de productos cerámicos, tejas y ladrillos. En la parte de las Eras, se encontraba una laguna de donde sacaban el barro para la fabricación de los productos de construcción, de ahí probablemente derive su nombre.
En 1798 se funda la cofradía de San Ildefonso según figura en su libro de cuentas.
El proceso de emancipación de La Cistérniga de Valladolid duró varios años pero culminó en 1851, por este motivo en el año 2001 se conmemoró el 150 aniversario con varios actos, festejos y actividades. En el transcurso del año 1847 el Concejo de La Cistérniga solicitó a las autoridades la separación de Valladolid y la creación de su propio municipio. El Ayuntamiento de Valladolid rechaza una y otra vez las constantes peticiones de segregación de su arrabal y seguía nombrando el alcalde pedáneo, los regidores (concejales), y el Fiel de Fechos (juez de paz). Pero La Cistérniga no dejó de luchar por su noble causa y la actitud de su vecindad, alentada por la razón que les asistía, fue digna de admiración en toda Castilla por haber logrado sensibilizar a la Reina de España, Isabel II, para que otorgara una Real Orden para que La Cistérniga obtuviera su demanda, es decir: título de Villa, autoridades, Ayuntamiento, término municipal y jurisdicción civil y criminal, lo que suponía la emancipación total y definitiva de Valladolid al constituirse como municipio propio.
Durante la Guerra de la Independencia contra las tropas napoleónicas, Don Jerónimo Saornil Moraleja emprendió una dura batalla contra los franceses, resultando ganador. La emprendió contra convoyes napoleónicos y se sirvió, de puntos de observación y refugio, del cerro de San Cristóbal, alto de las bodegas, del páramo y de las yeseras. En poco tiempo se hizo con el grado de coronel, además Don Jerónimo Saornil participó en la famosa victoria de la batalla de Arapiles, de 1812. Asimismo los vecinos de La Cistérniga contribuyeron al aprovisionamiento de las tropas españolas, con cántaras de vino.
En 1936 muere el cirrense Valeriano Orobón Fernández por grave enfermedad en Madrid, era destacado teórico del anarcosindicalismo español y creador de la letra en castellano de la canción «A las barricadas».
Unos meses después, durante la guerra civil española en 1936, la Guardia Civil de Tudela de Duero impuso nueva "comisión gestora" el 24 de julio de 1936, se incautaron los locales de la UGT, CNT y La Casa del Pueblo, con sus pertenencias y papeles, para poder iniciar las tareas de "depuración". En plena guerra civil española se fundó la cofradía del Carmen, patrona de La Cistérniga, que da del 19 de diciembre de 1938, según varios documentos de la propia cofradía.

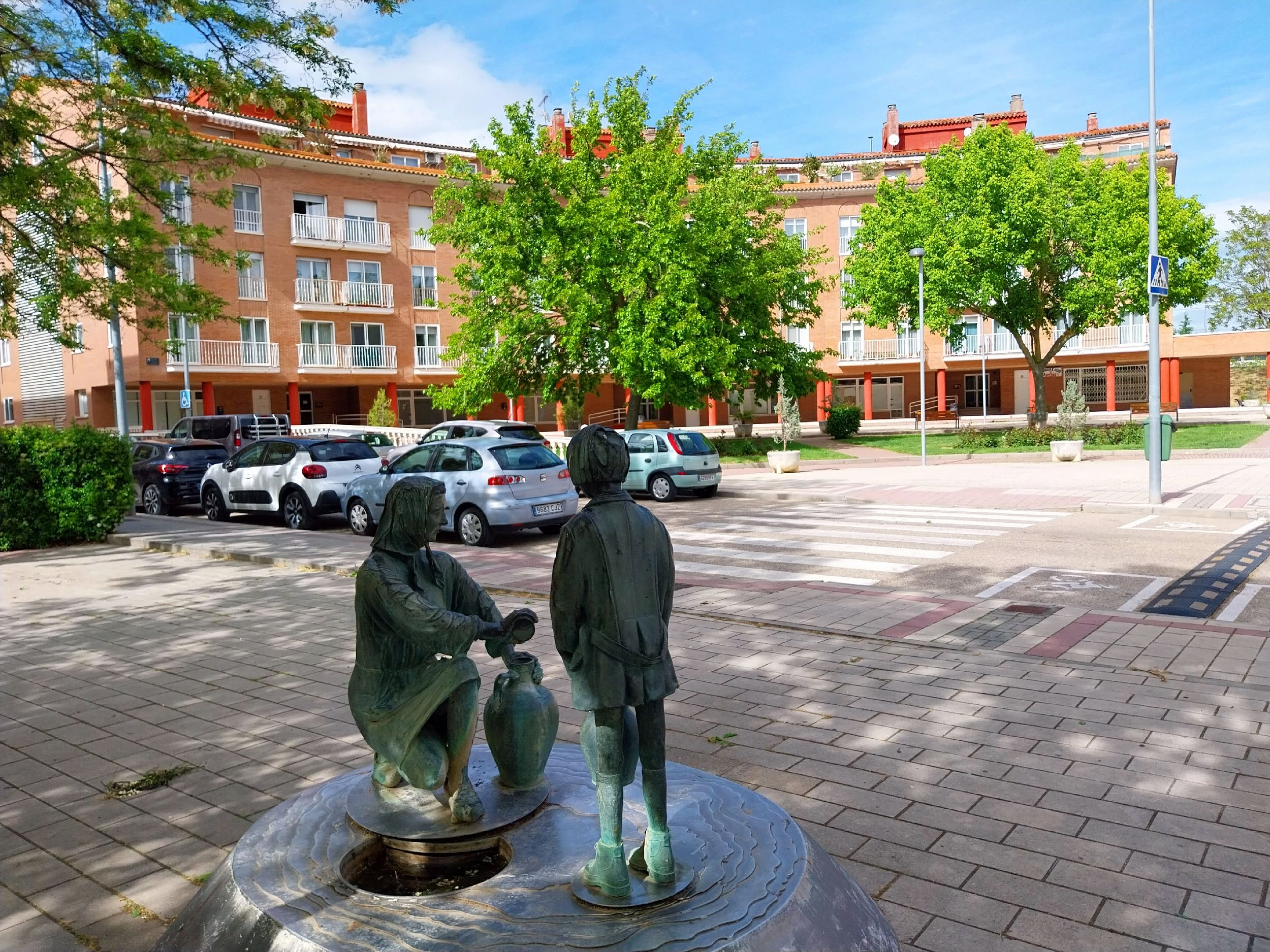
Plaza de la Cruz

El 16 de marzo de 1993 La Cistérniga despertó conmocionada, un centenar de tumbas del cementerio de Nuestra Virgen del Carmen presenta graves daños. La profanación en el Campo Santo obligó a trasladar algunos cadáveres de féretros que fueron destruidos por la acción vandálica.
En el año 2000, la mañana del 17 de noviembre la banda terrorista GRAPO asesinó en Madrid a Javier Sanz Morales, nacido en La Cistérniga y que tenía 24 años.

### Fuentes de Duero

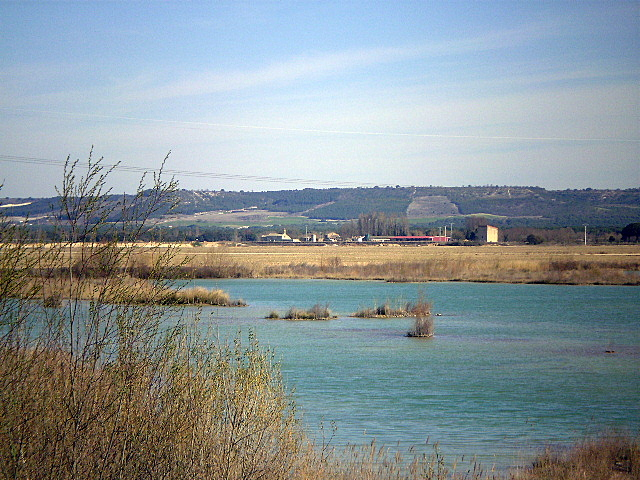
Fuentes de Duero desde el Canal del Duero, a la derecha se distingue el torreón medieval.

## Economía

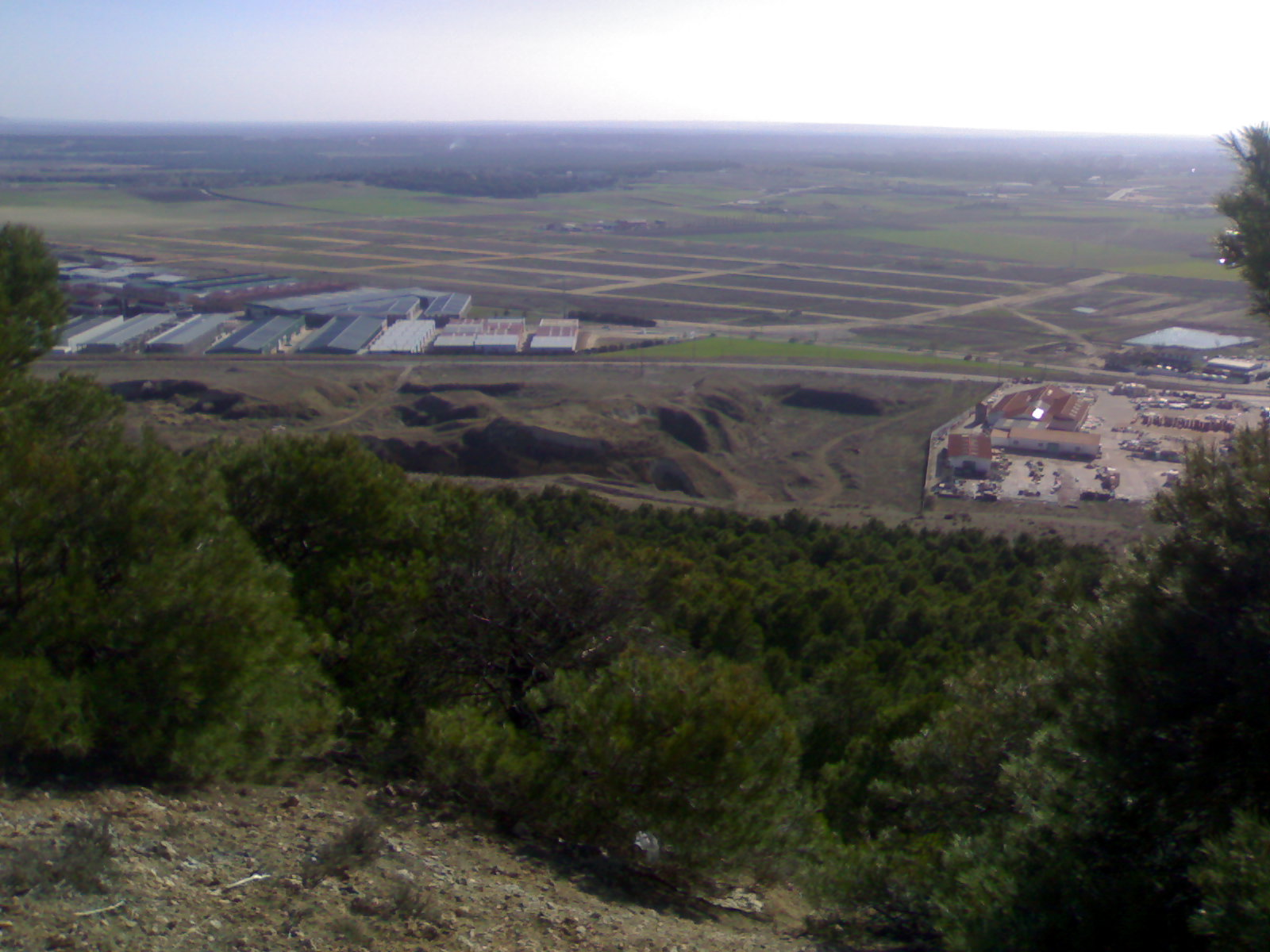
Obras de ampliación del polígono industrial de La Mora

## Administración y política

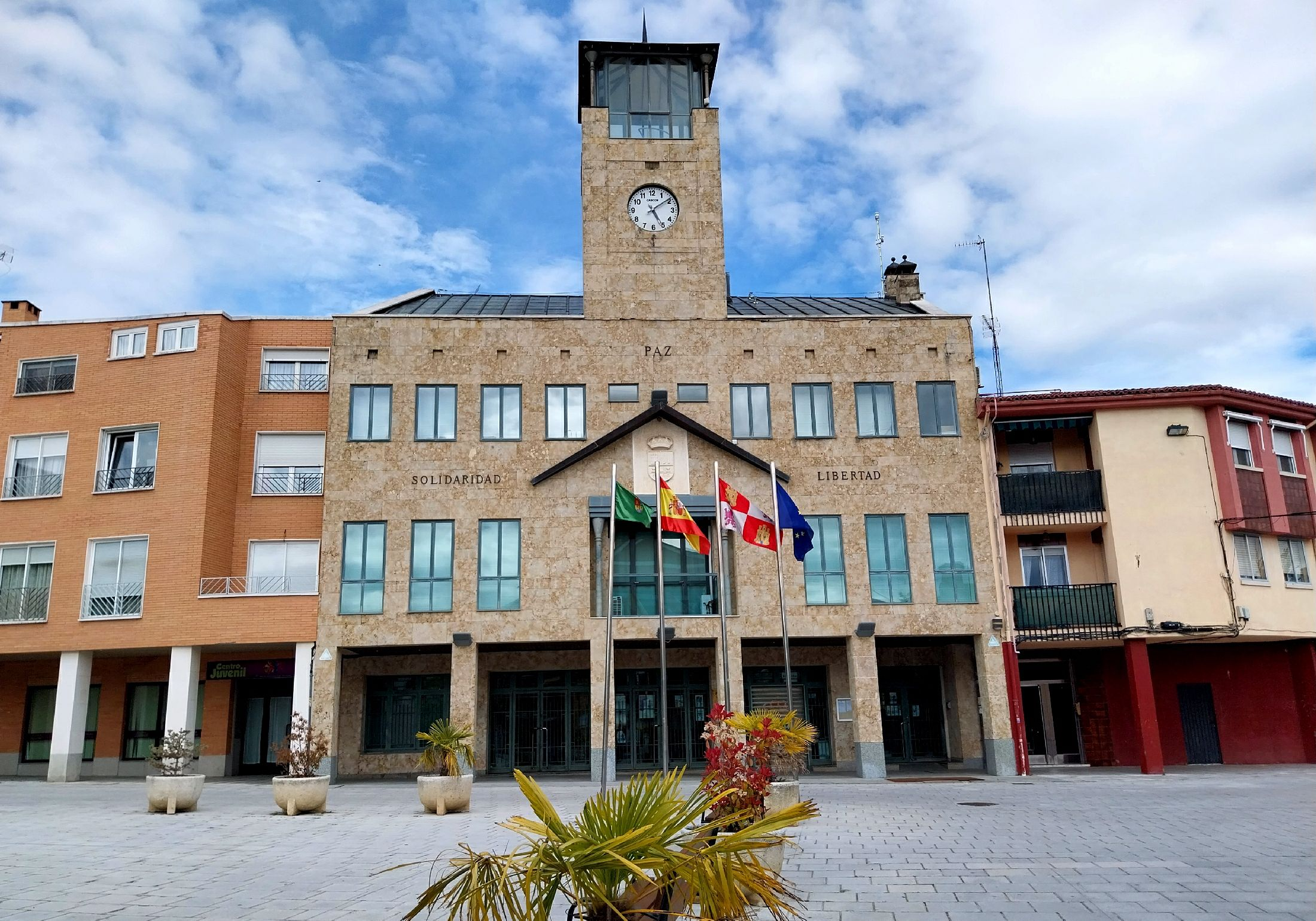
Ayuntamiento de La Cistérniga.

### Sanidad

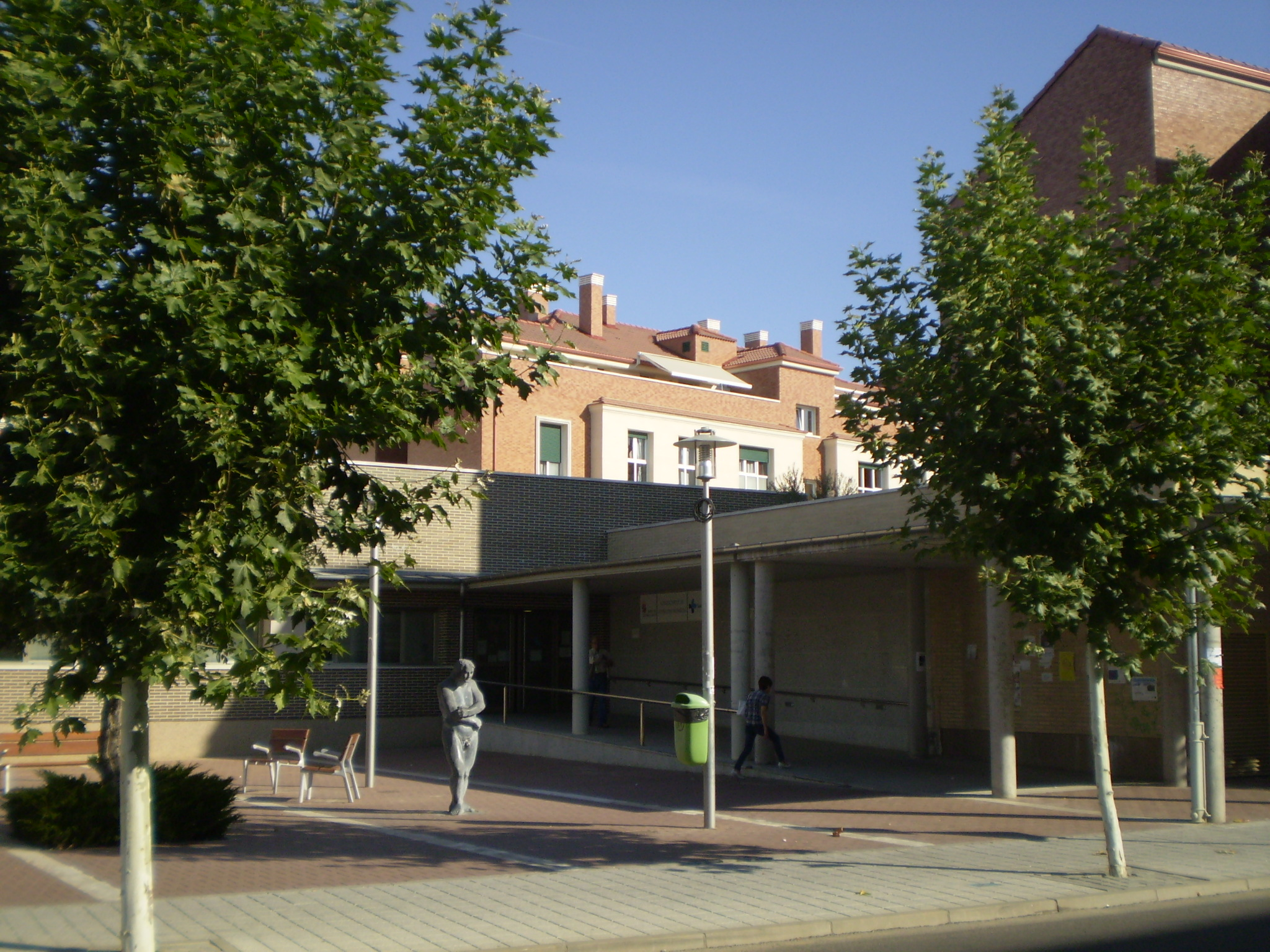
Centro de salud

## Cultura

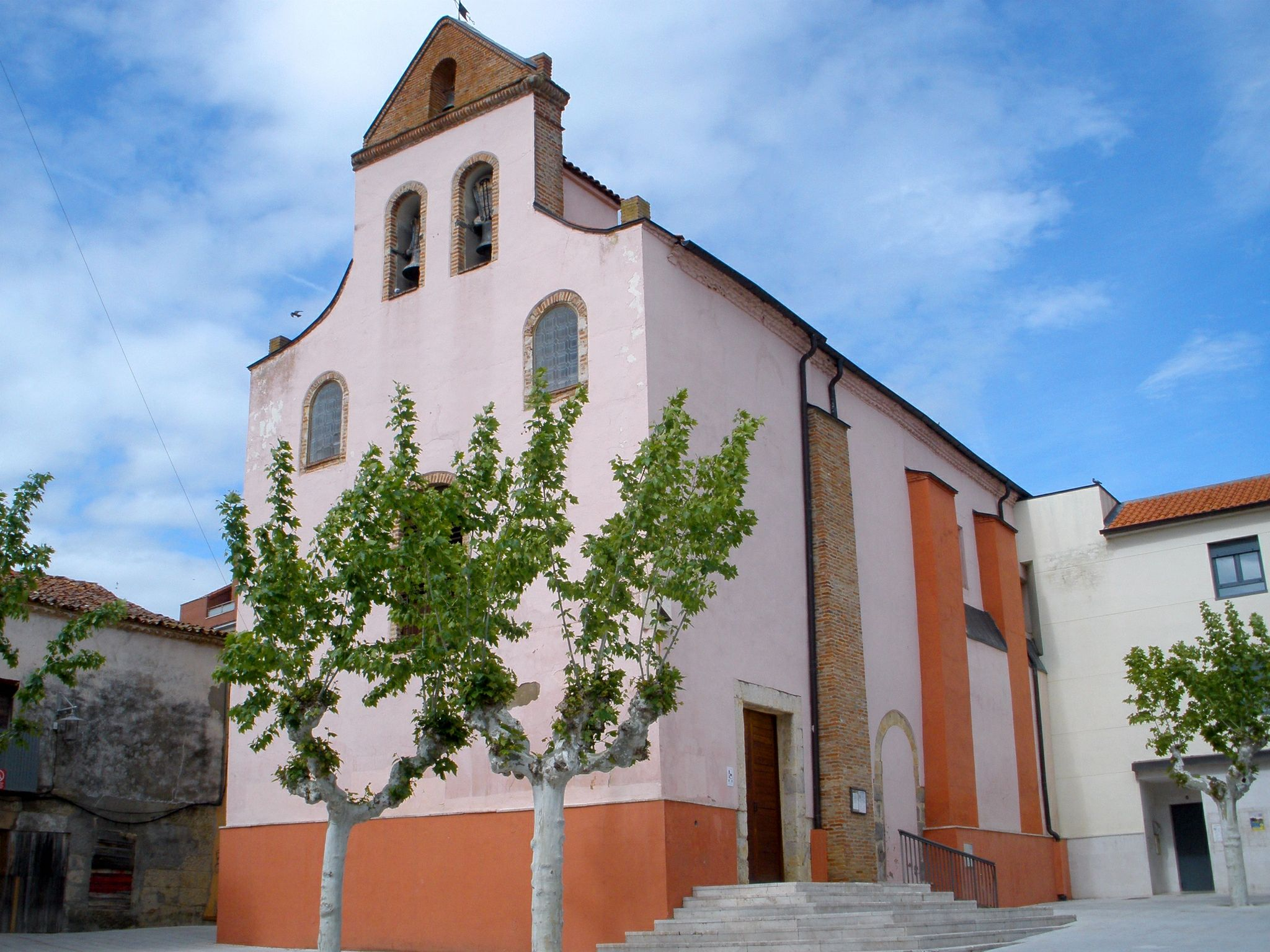
Iglesia parroquial de San Ildefonso

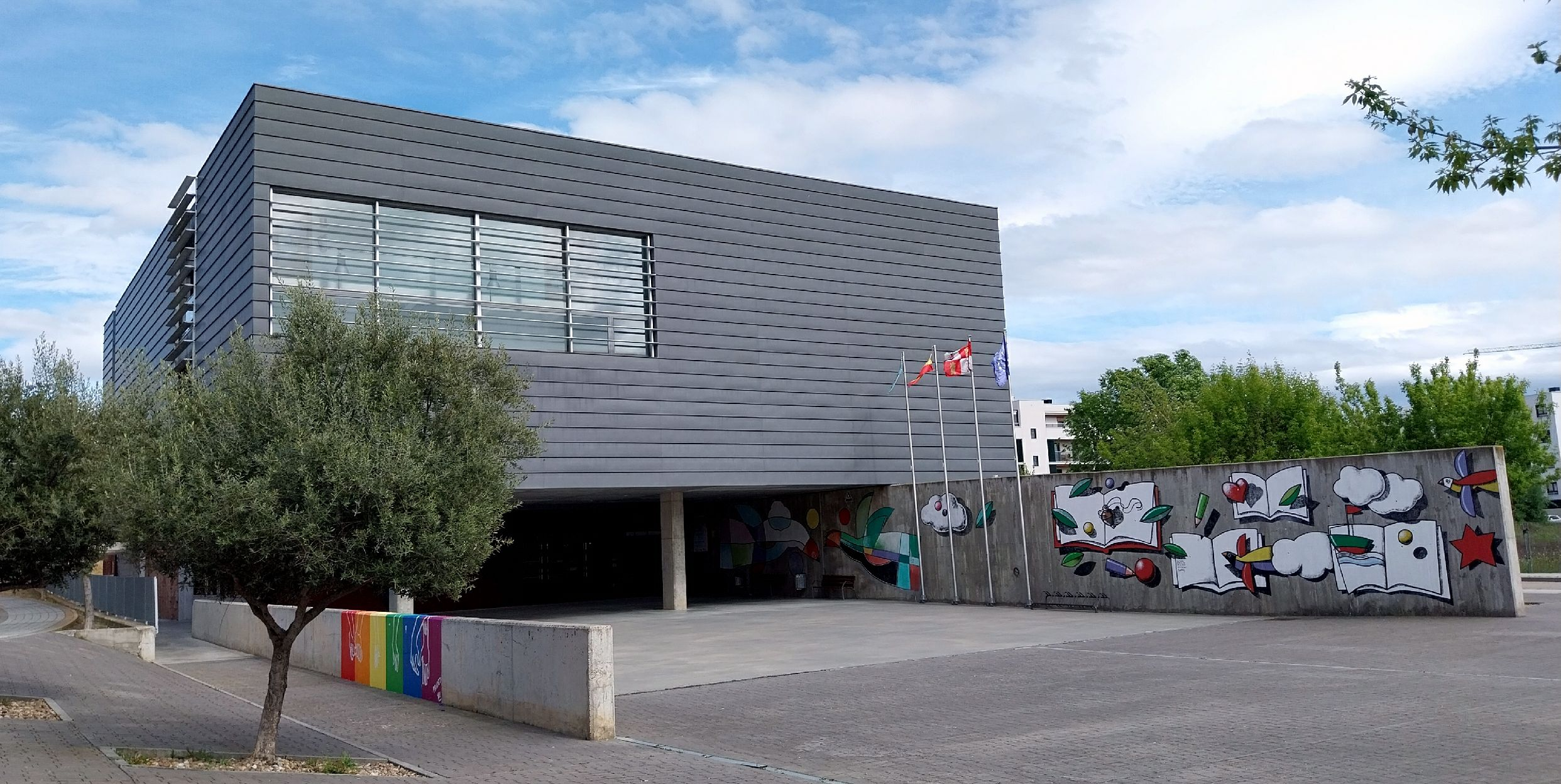
La Casa de Cultura, inaugurada en 2009

### Fiestas

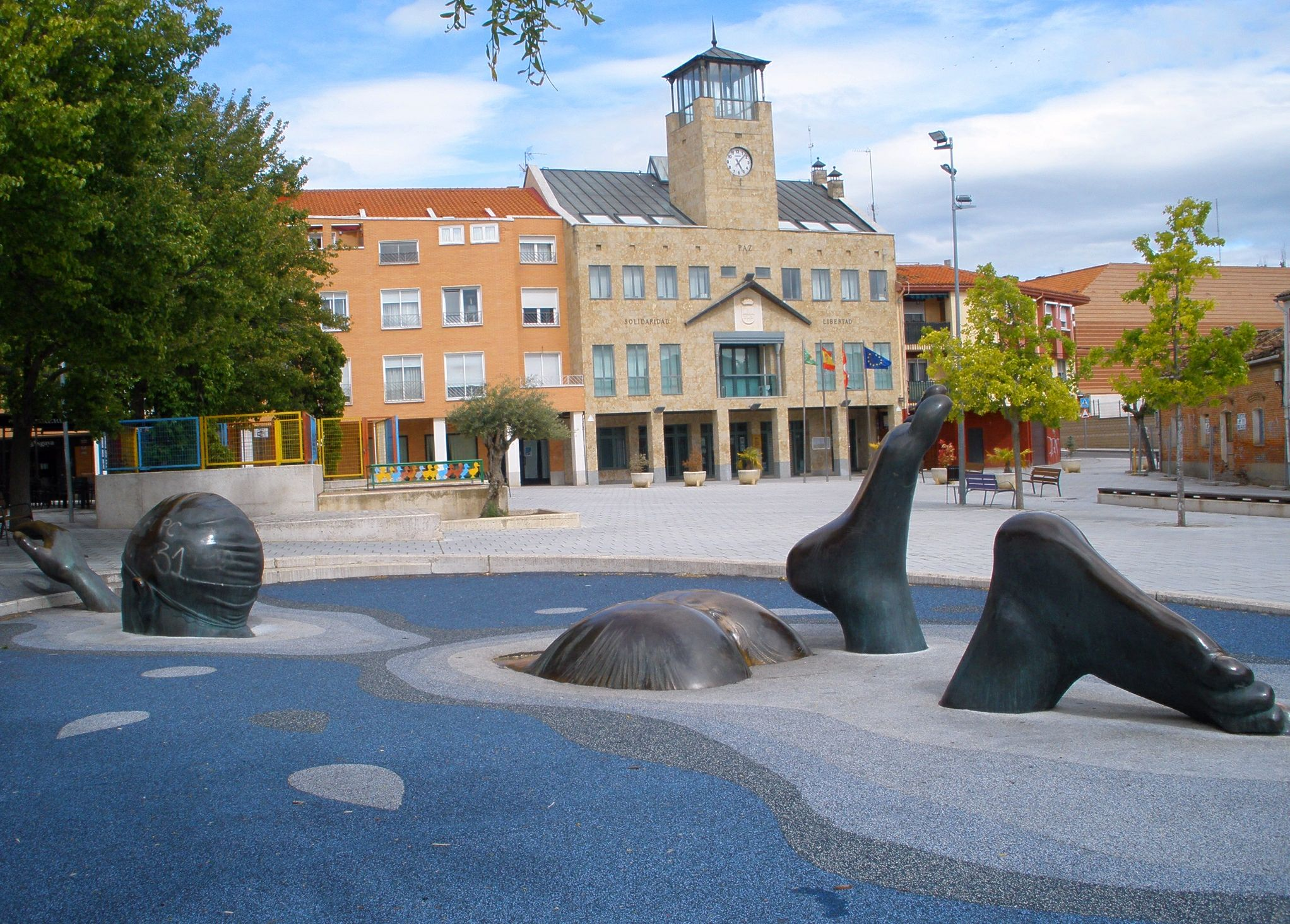
'Nadador', escultura de Belén González en la Plaza Mayor; al fondo, el Ayuntamiento

### Deporte

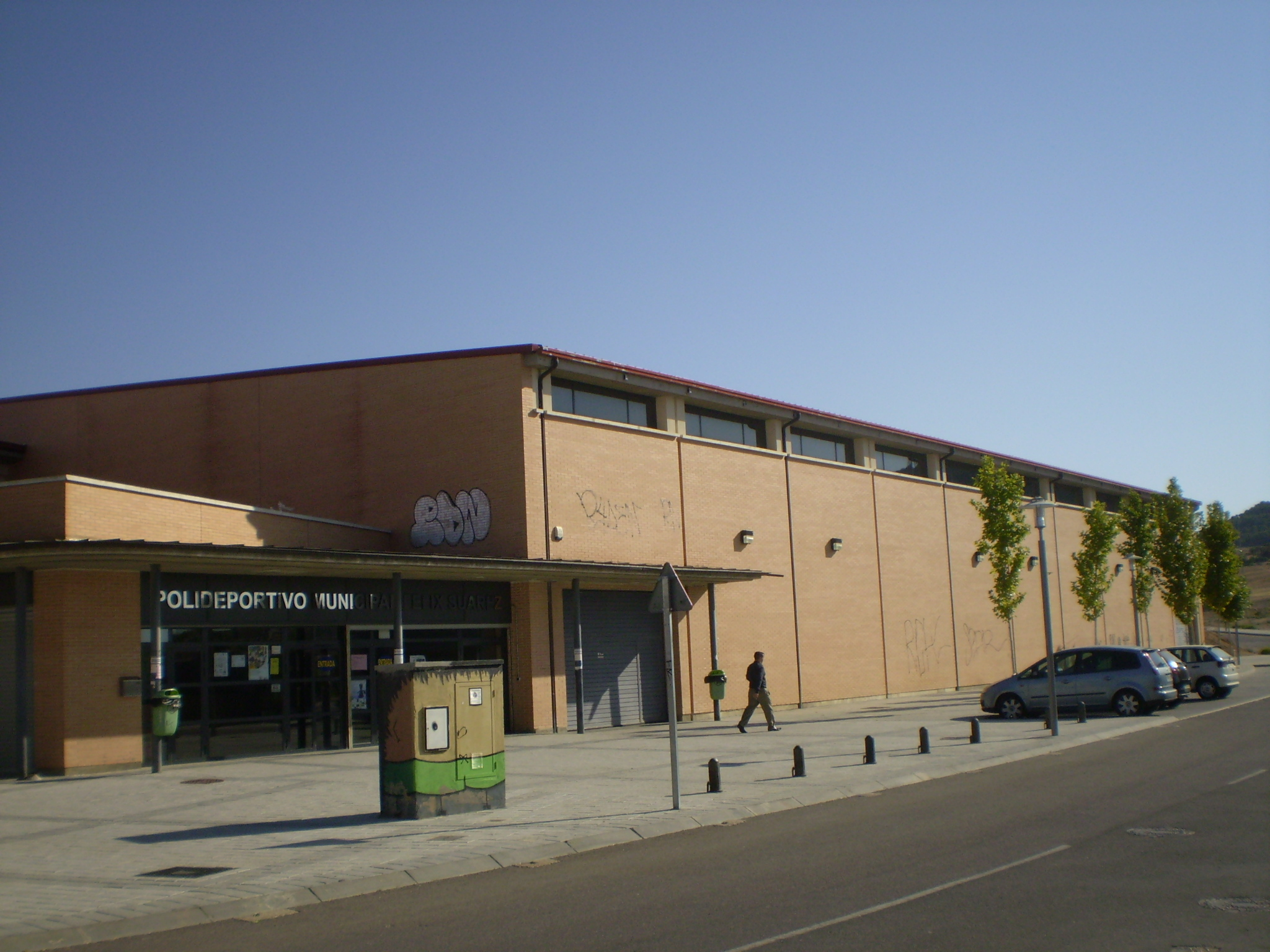
Polideportivo municipal.